# 2-Oxo-PCE
La 2-oxo-PCE (también conocida como N -etildescloroketamina, eticiclidona y O-PCE) es un anestésico disociativo de la clase de arilciclohexilamina que está estrechamente relacionado con la descloroketamina y la eticiclidina, y se ha vendido en línea como droga de diseño. El abuso de la O-PCE puede conllevar a la muerte del individuo.